# Уайт, Лесли
Ле́сли Элвин Уа́йт (англ. Leslie Alvin White; 19 января 1900, Салайда, штат Колорадо — 31 марта 1975, Лон-Пайн, штат Калифорния) — американский антрополог, этнолог и культуролог. Ввёл термин «культурология» (culturology) для обозначения науки о культуре. Выступал в защиту эволюционизма, стал одним из основателей неоэволюционизма в культурной антропологии. Доктор философии (1927); с 1930 года в Мичиганском университете, где проработал всю жизнь.

## Биография
В конце Первой мировой войны Лесли Уайт в течение года служил в Военно-морских силах США. В 1919 году поступил в Университет штата Луизиана, в 1921 году перевелся в Колумбийский университет, где изучал психологию и в 1923 году получил степень бакалавра, а в 1924 году степень магистра. В 1927 году получил степень доктора по социологии и антропологии в Чикагском университете, где во время обучения изучал в полевых условиях культуру индейцев пуэбло.
С 1927 года преподавал в Университете штата Нью-Йорк в Буффало. В 1929 году Уайт посещал Советский Союз; после возвращения на время присоединился к Социалистической трудовой партии и писал статьи в партийной газете под псевдонимом Джон Стил (John Steel).
С 1930 года в Мичиганском университете, где проработал всю жизнь. Научная карьера Уайта была затруднена его эволюционистскими взглядами, выступлениями против креационизма и политическими взглядами: в течение 13 лет был ассистентом профессора, тогда как его научные работы уже получили широкую известность. Католическая церковь г. Энн-Арбор (где находится Мичиганский университет) подвергла его отлучению.
Признание пришло к Уайту только в 1960-е годы — в 1964 году он был избран президентом Американской антропологической ассоциации.

## Научные взгляды

### Теория культуры
Культура, согласно Уайту, — это способность человека создавать символы. Сформулированный закон эволюции культуры он рассматривает с точки зрения энергии: «Культура движется вперед по мере того, как возрастает количество обузданной энергии на душу населения, или по мере того, как возрастает эффективность или экономия в средствах управления энергией или то и другое вместе».
Культуру Уайт подразделял на три подсистемы: технологическую, социальную (типы коллективного поведения) и идеологическую, причем основной считал именно технологическую, что дает основание относить его к числу технологических детерминистов в социальных науках.
Уайт считал, что в культуре существуют три четко разграниченных процесса и, как следствие, три метода их интерпретации, взаимодополняющих друг друга: исторический, функциональный и эволюционный. Исторический подход исследует временные процессы (последовательности уникальных событий), функциональный анализ изучает формальный процесс — структурные и функциональные аспекты развития культуры, а интерпретацией «формально-временного процесса, представляющего явление в виде временной последовательности форм», занимается эволюционизм. Например, если взять такое явление как мятеж, то исторический подход призван изучать конкретные мятежи, формальный анализ будет изучать общие признаки всякого мятежа, а эволюционный подход будет анализировать, как и почему менялись формы и виды мятежей в социально-историческом и культурном контексте.

### Защита эволюционизма
Пропагандируя идеи Л. Г. Моргана, Уайт резко выступал против воинствующего антиэволюционизма, восторжествовавшего в американской культурной антропологии вместе со школой диффузионистов во главе с Ф. Боасом. В своих полемических работах показывал идеологический характер критики эволюционизма со стороны Боаса и его последователей, а также присоединившихся к ним католических теологов и креационистов.

«Использование теории эволюционизма в целом и теории Моргана в частности Карлом Марксом и деятелями радикального социалистического рабочего движения вызвало резкое противодействие со стороны капиталистической системы. Таким образом, антиэволюционизм стал символом веры определённой части общества. Так же как „социалдарвинизм“ стал философским обоснованием причин безжалостной эксплуатации в области промышленности, антиэволюционизм стал философией поддержки церкви, частной собственности, семьи и капиталистического строя».

Главный упрек в адрес эволюционистов со стороны диффузионистов заключался в том, что культуры народов не могут развиваться по одному сценарию; так, совершенно очевидно, что ряд африканских племен перешли сразу из каменного века в железный, минуя эпоху бронзы. Однако, как показывает Уайт, эволюционизм и не отрицает возможность диффузии. Эволюционизм показывает, что культурные явления как таковые — письменность, металлургия, землепашество, и т. д. — развиваются по определённым стадиям, что совершенно не исключает того факта, что конкретные народы благодаря культурным контактам могут многое заимствовать друг от друга и более того — миновать конкретные стадии развития культурных явлений или стадии развития обществ. Уайт писал: «Антиэволюционисты путают эволюцию культуры с культурной историей народов».

### Прогресс и оценка культур
С точки зрения Уайта, утверждения диффузионистов (и в целом — сторонников мультикультурализма) о невозможности оценивать различные культуры с точки зрения их прогрессивности, абсурдны:

«Антиэволюционисты ставят себя в странное, если не удивительное положение. Фактически они доказывают, что не позволительно ни при каких обстоятельствах утверждать, что культура майя выше или лучше культуры арунта; это значит, что современная западная цивилизация не выше средневековой Англии или древнекаменного века. Такие утверждения превращаются в ничто перед лицом науки, а также здравого смысла. Они могут служить опорой „великому демократическому постулату“, но они мало способствуют „ясности мышления“. Культуры можно оценивать и делать это нужно по объективным критериям».

Согласно Уайту, существуют объективные способы оценки культур, так как «культура — это средство сделать жизнь безопасной и продолжительной для человеческого рода. Одно средство может быть лучше другого». Прогресс в итоге, согласно Уайту, «сводится к степени, в которой человек посредством культуры может осуществлять контроль над силами природы». Причем таким образом возможно сравнивать не только технические достижения, но и социальные системы, философии, религии, этические системы, но только без отрыва от соответствующего им культурного контекста.

## Работы на русском языке
- Уайт Л. Эволюция культуры и американская школа исторической этнологии // Советская этнография. 1932. № 3. С. 54-86.
- Уайт Л. Избранное: Наука о культуре / Пер. с англ. О. Р. Газизова, П. В. Резвых. — М.: РОССПЭН, 2004. — 960 с. — (Серия «Культурология. XX век»). — ISBN 5-8243-0480-7
- Уайт Л. Избранное: Эволюция культуры. — М.: РОССПЭН, 2004. — 1064 с. — (Серия «Культурология. XX век»). — ISBN 5-8243-0483-1